# Nepharis costata
Nepharis costata es una especie de coleóptero de la familia Silvanidae.

## Distribución geográfica
Habita en Australia.